# Prea fin, prea dulce
„Prea fin, prea dulce” este un cântec al cântăreților de origine moldovenească Guz și Irina Rimes. Melodia a fost creată de Guz alături de Max Kissaru. Piesa a fost lansată pe 1 ianuarie 2019 și este inclusă pe cel de-al doilea album al lui Guz, Inimă de piatră (2018). Piesa a avut parte și de un videoclip oficial și a activat în clasamentele de specialitate din România în prima parte a anului 2019.

## Clasamente
| Țară (clasament) | Poziția maximă | Referință |
| ---------------- | -------------- | --------- |
| Airplay Top 100  | 58             | [ 1 ]     |